# Menschen in Gottes Hand (Film)
Menschen in Gottes Hand ist ein im Sommer 1947 entstandener, deutscher Spielfilm von Rolf Meyer mit Paul Dahlke in der Hauptrolle.

## Handlung
Der glatzköpfige Bauer Renken wurde 1945 durch die Russen von seiner Scholle in Ostpreußen vertrieben und ist nach einem Aufenthalt in einem westdeutschen Flüchtlingslager in Niedersachsen gelandet, wo er bei seinem Sohn Karl einen Neuanfang wagen will. Dieser junge Mann ist selbst von den Turbulenzen des Zweiten Weltkrieges und den frühen Nachkriegswehen gezeichnet. Karl Renken steht zwischen zwei Frauen: Die eine, seine brave, bodenständige Gattin Lena, lebt auf dem von ihr während des Kriegs bewirtschafteten Gut in der Lüneburger Heide, hat nun Teile des Landes verpachtet und überdies Flüchtlinge aufgenommen. Karls Vater will sich vor Ort nützlich machen und möchte den Bauernhof wieder auf Vordermann bringen. Die andere Frau in Karls Leben heißt Marianne und diente während des Krieges als Nachrichtenhelferin. Mit ihr lebt Karl zeitweilig in Hamburg.
Lena möchte unbedingt den in der Hansestadt lustwandelnden Gatten heimholen. Karls Beziehung mit der mondäneren Marianne ist von Aufs und Abs bestimmt und scheint dem jungen Mann mehr Pep zu versprechen als das eintönige Leben auf dem Bauernhof. Lena reist nach Hamburg, sie will um Karl kämpfen. Beide verbringen eine gemeinsame Nacht in einem Bunkerhotel. Als Karls Geliebte von ihrem Lebensgefährten unsanft geschubst wird, fällt sie dabei unglücklich mit dem Kopf auf die Kante eines Möbels. Marianne sagt aus, dass es sich um einen Unfall handele, stirbt aber kurz nach der Einlieferung ins Krankenhaus. Trotz Mariannes Aussage muss Karl wegen vermuteten Totschlags ins Gefängnis. Nach der Verbüßung der Haftstrafe trifft Karl den alten Prof. Brach, der auf seinem von Lena geführten Hof unterkam. Der berichtet, dass sich in seiner Abwesenheit sein Vater um den Hof gekümmert habe. Daraufhin kehrt Karl auf seine Scholle heim. Dort hat ihm inzwischen seine Frau Lena einen Sohn geboren.

## Produktionsnotizen
Menschen in Gottes Hand entstand ab Juli 1947 in Niedersachsen und war die erste Produktion der neugegründeten Firma Rolf Meyers, der im niedersächsischen Bendestorf beheimateten Junge Union-Film. Das Behelfsatelier wurde in einem Tanzsaal in Bendestorf eingerichtet. Die Außenaufnahmen entstanden in Hamburg, in der Lüneburger Heide und in Brakel.
Die Filmbauten schuf Gabriel Pellon, Helmuth Volmer war Produktionsleiter. Die Uraufführung erfolgte am 27. Januar 1948 in Hamburg. Die Berliner Premiere erfolgte am 8. April 1948 (West) bzw. am 17. September 1949 (Ost).
Menschen in Gottes Hand war ein großer Publikumshit. Der Film wurde mit 3,2 Millionen Zuschauern zu einem beträchtlichen finanziellen Erfolg; er spielte bis zur Währungsreform am 20. Juni 1948 etwa 480.000 RM und danach noch 1.010.000 DM ein.

## Kritiken
Die Zeit fand kaum lobende Werke für Meyers Produktionsdebüt. Dort konnte man im Februar 1948 lesen: „Der deutsche Nachkriegsfilm hat mutig das Problem angepackt, von der Traumfabrik billiger Illusionen wegzukommen und unsere bittere Gegenwart geistig zu röntgen und zu erhellen. Auch die Produzenten [von] … ‚Menschen in Gottes Hand‘ sind mit großem Ernst ans Werk gegangen. (…) Man glaubt tatsächlich, die Begeisterung und Filmfreudigkeit des Aufnahmestabs und der Schauspieler noch spüren zu können. Wenn trotzdem kein künstlerisches Meisterwerk zustande kam, so liegt dies keineswegs am mangelnden guten Willen, es liegt auch nicht allein an den außerordentlichen materiellen Schwierigkeiten der Herstellung, es liegt vielmehr daran, dass schon im Drehbuch die große Wahrheitsliebe hinter der kleinen Liebe zur niedlichen Verharmlosung zurücktrat. Sollte man unser Nachkriegsschicksal nicht dort anpacken, wo es am problematischsten, am grellsten und damit am dramatischsten ist, anstatt dort, wo es von Zufällen gelenkt, einigermaßen im Gleich und Mittelmaß bleibt und zum harmlosen happyend führt?“
Für das Lexikon des Internationalen Films war diese Produktion ein „Aufbaufilm mit einer recht oberflächlichen Konfliktlösung, zum Ende hin zunehmend niveauloser.“